# 4094 Aoshima
4094 Aoshima este un asteroid din centura principală, descoperit pe 26 august 1987 de Minoru Kizawa și Watari Kakei.